# Чибагалахский хребет
Чибагала́хский хребе́т — горный хребет в Якутии, в системе хребта Черского.
Хребет протягивается от долины реки Туостах до долины реки Чибагалах. Протяжённость составляет 250 км. Максимальная высота — 2585 м находится на пике Салищева, расположенном на боковом водораздельном гребне, в истоках реки Сюрюн. От вершины отходят четыре гребня. Впервые на пик Салищева поднялась в 1977 г. группа туристов из Харькова (руководитель Ю. Оксюк).
Хребет сложен преимущественно метаморфическими породами, сланцами и песчаниками. На склонах произрастают лиственничные леса; выше — пояс кедрового стланика и горная тундра.
В пределах хребта находятся 96 ледников общей площадью 74,27 км².